# Ангел Тодоров – Чолака
Ангел Тодоров Чолака (Чулак) е български революционер от втората половина на ΧΙΧ век.

## Биография
Ангел Тодоров е роден в неврокопското село Долен, което тогава е в Османската империя. Взима участие в Критското въстание в 1866 – 1869 година. В 1885 година участва в осъществяването на Съединението на Княжеството и Източна Румелия. При избухването на Сръбско-българската война е доброволец в четата на Иван Атанасов – Инджето.
Установява се в Пазарджик, където създава първата социалистическа група.
Синът му Иван Ангелов Чолаков (1880 – ?) е деец на ВМОРО, участник в Илинденското въстание в 1903 година и доброволец в Македоно-одринското опълчение в 1912 година, участвал в сраженията при Мамара, Шаркьой, Одрин, Емирица и Пониква.